# Los Gallardos
Los Gallardos là một đô thị thuộc tỉnh Almería, ở cộng đồng tự trị Andalusia, Tây Ban Nha. Đô thị này có diện tích 35 km², dân số năm 2005 là 2887 người.

## Biến động dân số
| 1999  | 2000  | 2001  | 2002  | 2003  | 2004  | 2005  |
| ----- | ----- | ----- | ----- | ----- | ----- | ----- |
| 1,700 | 1,798 | 1,897 | 2,067 | 2,252 | 2,583 | 2,887 |

Nguồn: INE (Tây Ban Nha)